# 총봉사자
총봉사자(라틴어: Minister generalis, 영어: Minister General)는 프란치스코회 계열의 종단의 지도자 직함이다. 다른 수도회의 총장(uperior General)에 대응하며, 프란치스코회에서만 사용하는 표현이다. 수도회를 세운 성 프란치스코에게까지 그 계보가 거슬러 올라간다. 프란치스코는 새로운 수도회가 보다 평등하기를 원했고, 지도자가 구성원들 위에 군주처럼 군림하기보다 봉사(ministry)하는 사람이기를 원했기에 이런 용어를 선택했다. 프란치스코회 회칙 제8장에 그 지위가 규정되어 있다.